# Albert Newiger
Albert Ernst Hermann Wilhelm Newiger (* 4. Januar 1889 in Agilla, Kreis Labiau, Ostpreußen; † 28. Mai 1956 in Berlin-Dahlem) war ein deutscher Offizier, zuletzt Generalmajor im Zweiten Weltkrieg.

## Leben
Albert Newiger trat ab 1907 in die Armee ein, wurde 1908/1909 an die Offizier-Reitschule Paderborn kommandiert und diente anschließend in unterschiedlichen Positionen im ostpreußischen Ulanen-Regiment „Graf zu Dohna“ Nr. 8. Mit diesem Regiment kämpfte er im Ersten Weltkrieg und nahm u. a. an der Schlacht bei Tannenberg und der Einnahme von Brest-Litowsk teil. Ab Ende 1915 folgten bis 1935 Verwendungen u. a. als Stabsoffizier im 9. (Preußisches) Reiter-Regiment und Eskadronchef in unterschiedlichen Einheiten.
Ab 1935 wurde er in der deutschen Militärmission in China, welche von General von Falkenhausen geleitet wurde, eingesetzt. Er war strategischer Lehrer an der Zentralen Militärakademie in Nanjing und war später Chefberater des Chinesischen Oberkommandos. Bei der Schlacht um Shanghai unterstützte er im Rahmen der militärischen Operation die Chinesische Armee. Mitte 1938 wurde die Militärmission zwangsweise beendet und Newiger kehrte nach Deutschland zurück. Es folgten Verwendungen als Stabsoffizier und Regimentskommandant bei der Infanterie. Von Mitte 1941 bis September 1942 war er als Regimentskommandant mit der 71. Infanterie-Division in Stalingrad.
Im November 1942 war er im Rang eines Obersts kurzzeitig Kommandeur der 190. Infanterie-Division. Anschließend war er von Mitte November 1942 bis Ende Juni 1943 Kommandeur der 112. Infanterie-Division. Anfang 1943 wurde er zum Generalmajor befördert. Mit dieser Division kämpfte er um Brjansk und Orel. Im Dezember 1943 wurde er Kommandeur der aus der 52. Infanterie-Division neu aufgestellten 52. Feldausbildungs-Division. Mit der Auflösung und Überführung der Division in die 52. Sicherungs-Division übernahm er bis September 1944 deren Kommando. Die Aufstellung erfolgte in Baranowicze, dessen Festungskommandant er ebenfalls wurde. Anschließend wurde er nicht wieder aktiv eingesetzt und Ende Januar 1945 in den Ruhestand verabschiedet.
Newiger wurden mit beiden Klassen des Eisernen Kreuzes ausgezeichnet. Für seinen Einsatz in Stalingrad erhielt er im September 1942 das Deutsche Kreuz in Gold verliehen.
Newiger war zweimal verheiratet. Seine erste Heirat im Jahr 1925 mit Ursula, geb. Bloy (* 10. Dezember 1903 in Wybranowo bei Hohensalza) wurde bereits Anfang 1926 aus Schuld der Ehefrau gerichtlich geschieden. 1928 heiratete er Ilse-Maria, geb. von Hake (1904–1983); sie hatten mehrere Söhne.